# 朱寓
朱寓（？—169年），一作朱宇，豫州沛國（安徽省沛縣）人。東漢八俊之一。第二次党锢之祸期间被宦官迫害致死。

## 生平
竇武掌權後，進用之前被罷黜的前司隸李膺、太僕杜密、宗正劉猛、廬江太守朱寓等人。
建寧元年（公元168年），竇武、陳蕃任命朱寓為司隸校尉、劉祐為河南尹，虞祁為洛陽縣令。
建寧二年（公元169年），大長秋曹節向官吏奏報：「結黨的人有前司空虞放、李膺、杜密、朱寓、荀翌、翟超、劉儒、范滂等人，請把他們交給州郡官府審問。」當時漢靈帝十四歲，問曹節說：「什麼是結黨？」曹節說：「互相結黨，就是黨人。」漢靈帝又問：「黨人有何罪，非要誅殺？」曹節說：「都是些互相推舉之人，有不軌的意圖。」漢靈帝問：「怎樣的不軌？」曹節回答說：「欲圖社稷。」於是漢靈帝批奏。最终朱寓死于狱中。
李膺、荀翌、杜密、王暢、劉祐、魏朗、趙典、朱寓八人，人稱八俊，即人中英傑。

## 評價
- 竇武：尚書朱寓、荀緄、劉祐、魏朗、劉矩、尹勳等，皆國之貞士，朝之良佐。